# Merton (Oxfordshire)
Pour les articles homonymes, voir Merton.
Merton est un village et une paroisse civile de l'Oxfordshire, en Angleterre. Il est situé dans le nord-est du comté, à 6 km au sud de la ville de Bicester. Administrativement, il relève du district de Cherwell. Au recensement de 2011, il comptait 424 habitants.

## Étymologie
Le village est attesté sous le nom de Meretone dans le Domesday Book, compilé en 1086. Comme les autres localités d'Angleterre portant ce nom, il fait référence à une ferme (tūn) située à proximité d'un étang (mere).

## Patrimoine
L'église paroissiale de Merton est dédiée à saint Swithun.